# Larry D. Nichols

Pocket Cube, animación.

Larry D. Nichols (Estados Unidos, 1939) es un diseñador de rompecabezas. Creció en Xenia, Ohio, y estudió química en la Universidad DePauw en Greencastle, Indiana, antes de mudarse a Massachusetts para asistir a la Escuela de Graduados de Harvard. Es mejor conocido por la invención de rompecabezas mecánicos, incluido 'The Nichols Cube Puzzle' (1972), patente US3655201. Ha vivido con su esposa Karen en Arlington, Massachusetts desde 1959.

## El Cubo de Nichols
En 1957, 17 años antes del invento del Dr. Rubik conocido popularmente como el " Cubo de Rubik ", el Dr. Nichols concibió un rompecabezas de cubo giratorio con seis caras de colores. Era un cubo de 2×2×2 ensamblado a partir de ocho cubos unitarios con imanes en sus caras interiores, lo que permitía que los cubos giraran en grupos de cuatro alrededor de tres ejes. El objetivo del rompecabezas era mezclar los colores de las caras del cubo y luego restaurarlos.
Después de realizar muchos modelos preliminares, en 1968 se construyó un prototipo funcional y el 11 de abril de 1972 se emitió la patente estadounidense 3.655.201 que cubre el Cubo de Nichols. La patente se centraba en el rompecabezas de 2×2×2 pero mencionaba la posibilidad de versiones más grandes.
Las patentes de Nichols fueron objeto de una audiencia judicial entre su empleador y Ideal Toy Company.  En 1985, un Tribunal de Distrito de EE. UU. dictaminó que el Cubo de Rubik infringía la patente de Nichols, pero en 1986 el Tribunal de Apelaciones dictaminó que sólo el Cubo de Rubik de bolsillo más pequeño de 2 × 2 × 2 era culpable de infracción. y no el popular Cubo de Rubik de 3×3×3. 

### Análogos de la invención
- Juguete manipulador William O Gustafson 1960  [6]
- Cubo de Rubik 1974  [7]
- Frank Fox obtuvo una patente británica para un rompecabezas deslizante esférico en 1974  [8]
- Terutoshi Ishige recibió una patente japonesa para un 3×3×3 en 1976  [9]

## Carrera
Nichols se licenció en química en 1958 en la Universidad DePauw, donde fue rector académico, y luego obtuvo un doctorado en Harvard. Como estudiante de Harvard, inventó y produjo juegos y rompecabezas. Se convirtió en científico jefe de Moleculon Research Corporation de Cambridge, Massachusetts, e inventó uno de sus productos principales, Poroplastic, en 1973. La película Poroplastic tiene las propiedades mecánicas de un plástico típico, pero es capaz de contener grandes cantidades de casi cualquier líquido en su interior. poros diminutos. El uso de materiales Poroplastic se centra en la entrega controlada de medicamentos y productos de seguridad y salud ambiental. 